# Nesting

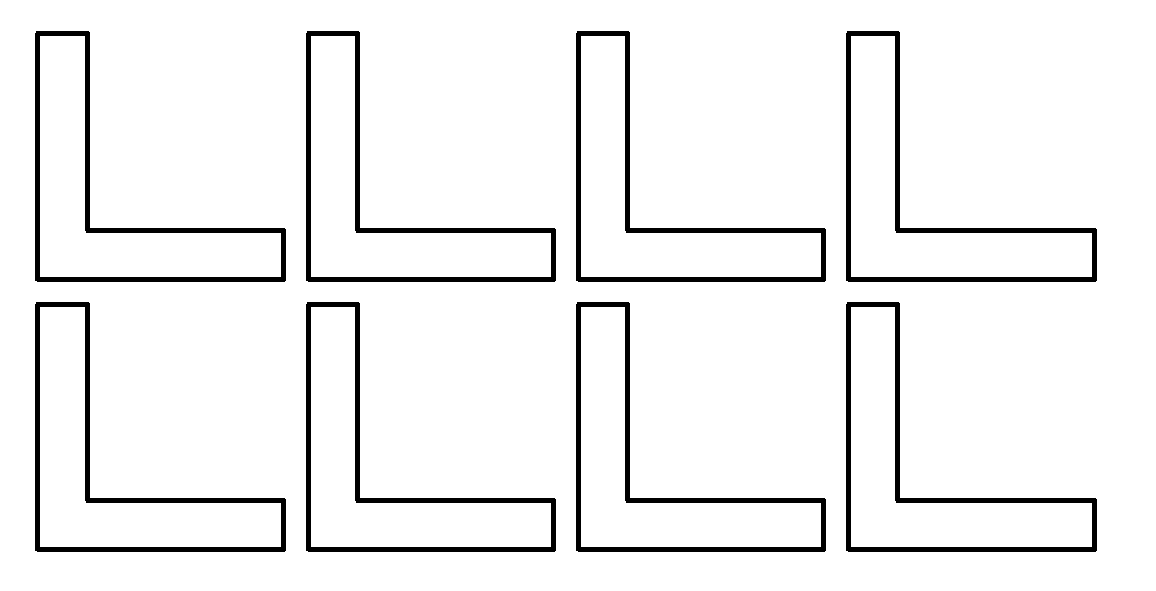
Nesting rettangolare

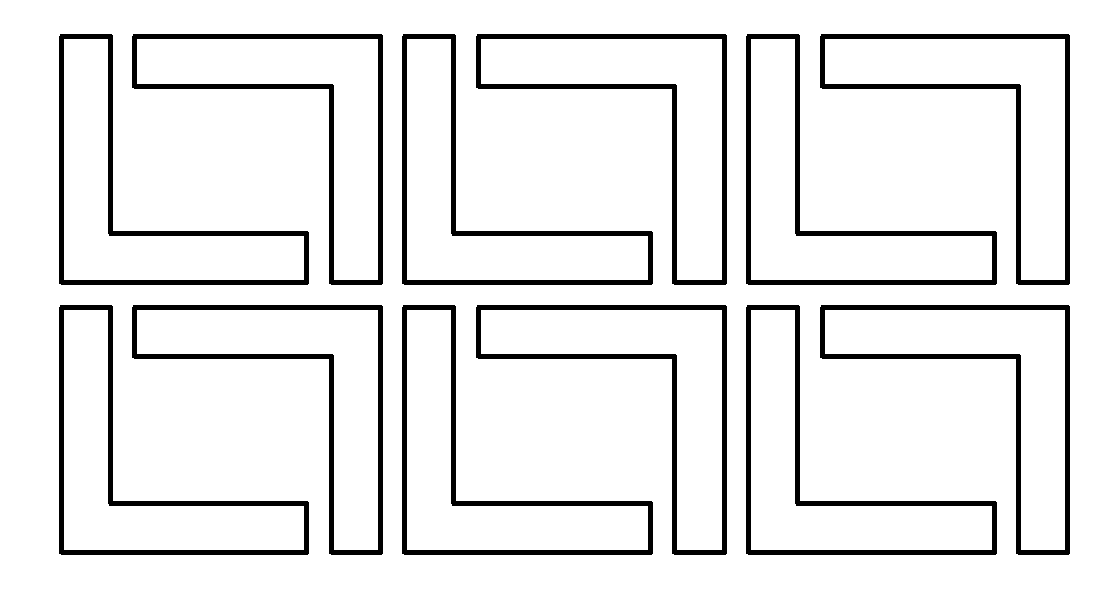
Nesting migliorato con parti ruotate

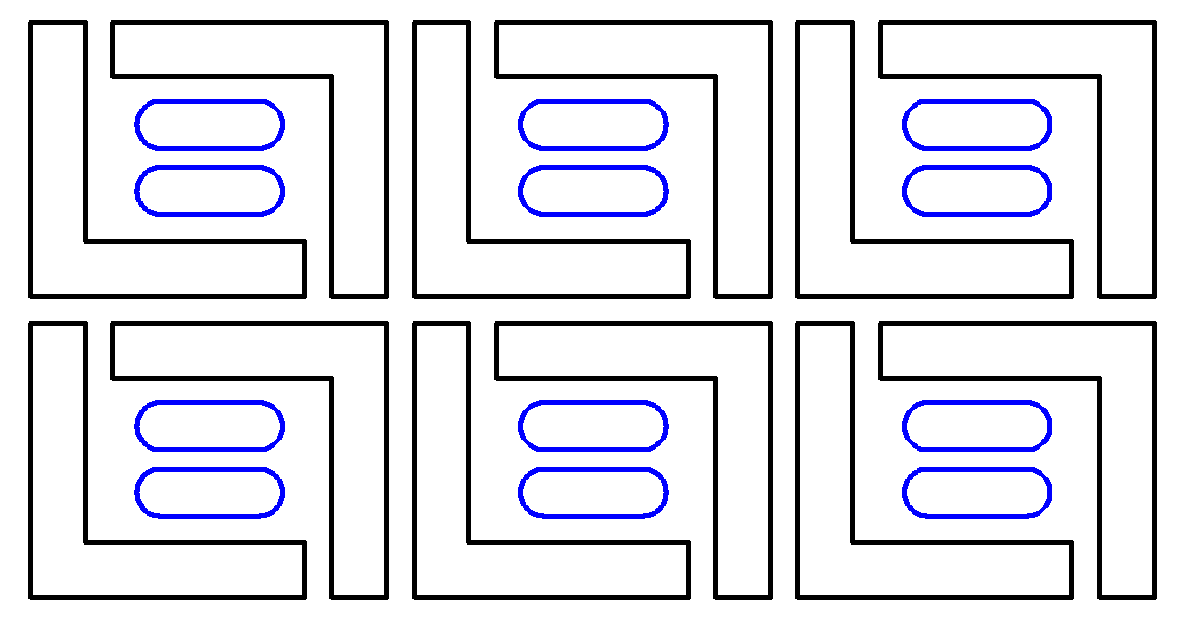
Nesting complesso in grado di ridurre al minimo gli sprechi mescolando parti diverse.

Nell'industria manifatturiera, il nesting si riferisce all'applicazione di un algoritmo al fine di disporre degli schemi di taglio (o icone o geometrie o forme) per ridurre al minimo lo spreco di materia prima . Gli esempi includono la produzione di parti da materie prime piane come lamiere, lastre di vetro, rotoli di stoffa, il taglio di parti da barre di acciaio, ecc.
Tale processo può essere applicato anche alla produzione additiva, come la stampa 3D nell'ambito della manifattura additiva. In questo caso i vantaggi ricercati possono includere la riduzione al minimo del movimento dell'utensile che non produce prodotto o l'ottimizzazione del numero di pezzi che possono essere fabbricati in una sessione di costruzione. Una differenza rispetto all'annidamento dei pezzi tagliati è che le parti 3D spesso hanno una sezione trasversale che cambia con l'altezza, il che può causare interferenze tra le parti adiacenti durante la loro costruzione. Il processo di nesting, dunque, per essere considerato ottimizzato deve essere gestito anche in ottica di ottimizzazione della produzione della parti "annidate" nello spazio disponibile.

## Tipologie di nesting
Il processo di nesting differisce per dimensioni del problema.
1. Lineare (monodimensionale): il più semplice degli algoritmi qui illustrati. Data una disposizione del materiale nello spazio, c'è solo una posizione in cui è possibile posizionare un nuovo taglio, ovvero seguentemente l'ultimo taglio. La validazione di una combinazione prevede un semplice calcolo Stock - Rendimento - Kerf = Scarto.
2. Piastra o nesting in ambito manifatturiero (bidimensionale): questi algoritmi sono significativamente più complessi e la validazione di una potenziale combinazione implica il controllo delle intersezioni tra oggetti bidimensionali.[2] Il problema viene solitamente scomposto in ordinamento (delle figure da disporre), rotazione e posizionamento (non necessariamente in quest'ordine).
3. Imballaggio o packing (tridimensionale): questi algoritmi sono i più complessi qui illustrati a causa del maggior numero di combinazioni possibili. In letterature spesso applicati alla disposizione di materiale manifatturiero (spesso in imballaggi di forma parallelepipeda negli spazi delle risorse logistiche.

## Processi
Per ridurre al minimo la quantità di scarti di materia prima prodotta durante il taglio, le aziende utilizzano software di nesting. Automatizza il calcolo della distribuzione ideale degli schemi di taglio per evitare sprechi, ovvero decidere come disporre queste parti in modo tale da produrre le quantità di parti richieste, riducendo al minimo la quantità di materia prima (o spazio) sprecata.
I pacchetti software di nesting standard rispondono alle esigenze di ottimizzazione: nella maggioranza si rivolgono solo al annidamento rettangolare, ma sono diffusi altri che offrono annidamenti di profili o forme complesso e più generali. Queste parti irregolari possono essere create utilizzando i più diffusi strumenti di progettazione assistita da computer (CAD). In questo caso, il software di annidamento può essere utilizzato come collegamento tra i disegni CAD e l'output tagliato.
La maggior parte dei software di annidamento dei profili può leggere automaticamente i file di profilo IGES o DXF, alcuni di essi funzionano con convertitori integrati. 
Il software di nesting deve tenere conto dei limiti e delle caratteristiche del materiale e della tecnologia di lavorazione in uso, come ad esempio:
- la lavorazione non può avvenire dove la materia prima è bloccata in posizione;
- alcune macchine possono accedere solo a metà del materiale in un determinato momento; la macchina ribalta automaticamente il foglio per consentire l'accesso alla restante metà;
- durante la punzonatura è necessario considerare la larghezza dell'utensile di punzonatura;
- il taglio può essere consentito solo in alcune zone della lamiera a causa delle limitazioni dei macchinari (ad esempio sempre su tutta la lamiera);
- alcune tecnologie di taglio (plasma) richiedono uno spostamento minimo tra le parti.

Il software di nesting potrebbe anche dover tenere conto delle caratteristiche del materiale, come ad esempio:
- difetti sul materiale che devono essere scartati;
- aree di qualità diverse che devono corrispondere ai livelli di qualità corrispondenti richiesti per le diverse parti;
- vincoli di direzione, che possono derivare da un motivo stampato o dalla direzione delle fibre (grana);
- lati anteriore e posteriore della materia prima.

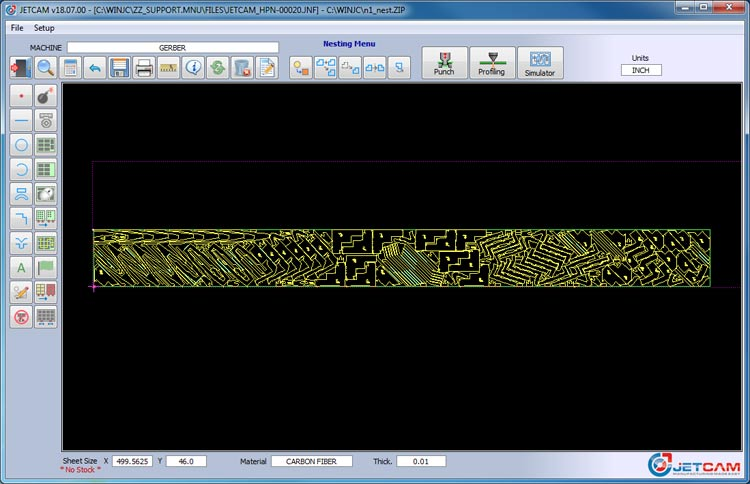
Nesting di componenti (o strati) su lamiera o materiale composito

Il materiale può essere tagliato utilizzando matrici di tranciatura fuori linea, laser, plasma, punzoni, lame di taglio, coltelli a ultrasuoni e macchine da taglio a getto d'acqua.